# Jupiter och Io

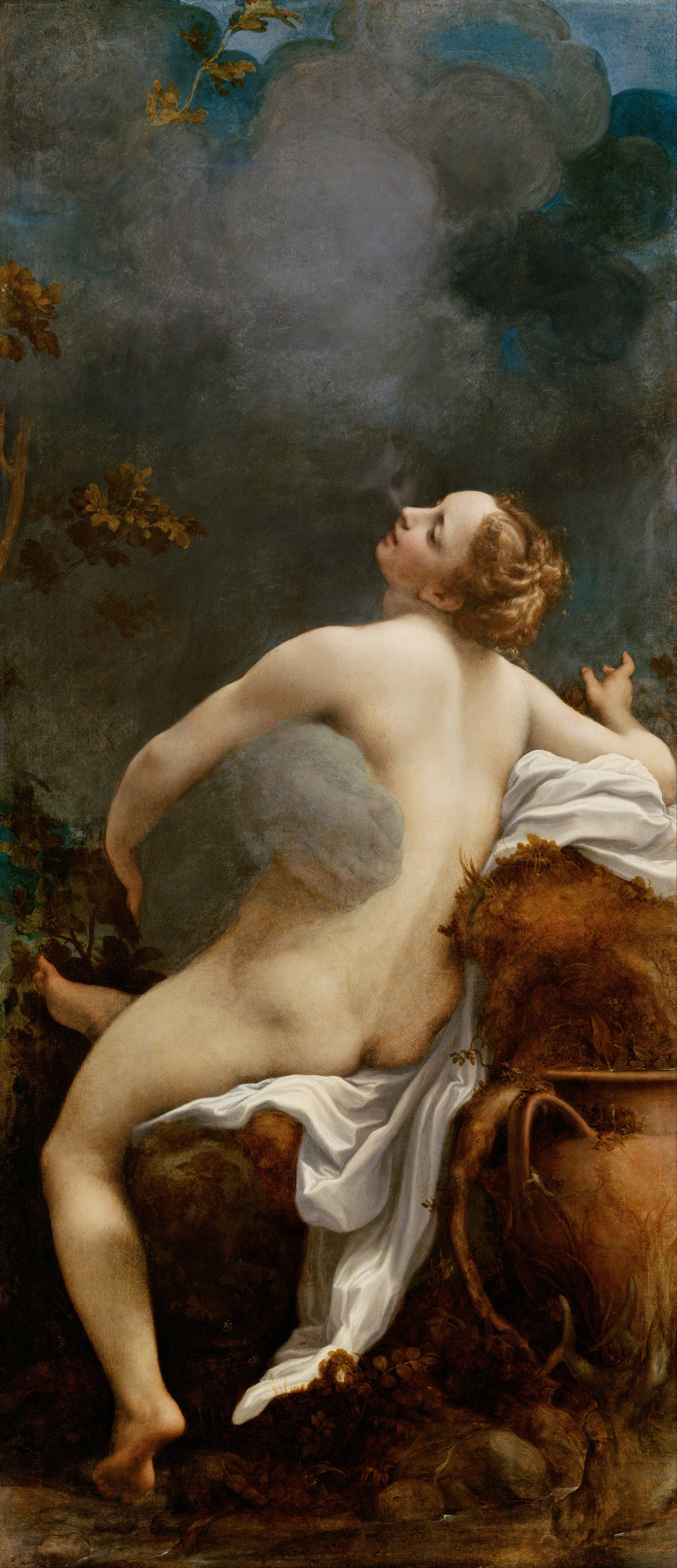
Jupiter och Io

Jupiter och Io är en målning av den italienske konstnären Correggio, daterad till 1532–1533. Motivet är från Ovidius' Metamorfoser och visar hur Jupiter, klädd i ett mörkt moln, omfamnar och kysser Io, dotter till flodguden Inachos.
| "ne fuge me!" fugiebat enim; iam pascua Lernae consitaque arboribus Lyrcea reliquerat arva, cum deus inducta latas caligine terras occuluit tenuitque fugam rapuitque pudorem. — från Metamorfoser | "Fly ej undan för mig!" Ty hon flydde, och redan hon lämnat Lernas träsk och Lyrkeions' skogiga trakter, då guden sänkte ett töcken ned och höljde nejden i dunkel. Nu hennes flykt är stängd: ej längre Io är jungfru. — svensk tolkning av Erik Bökman, 1925 |

Målningen mäter 162 x 73,5 centimeter och finns på Kunsthistorisches Museum i Wien.